# 램페이지 (2018년 영화)
《램페이지》(영어: Rampage)는 2018년 공개된 미국의 SF 액션 모험 영화이다. 미드웨이 게임스의 동명 비디오 게임을 바탕으로 하고 있다.
주요 촬영은 2017년 4월 17일 시카고에서 시작되었다.

## 줄거리
유전자 조작을 하는 악덕 기업, 에너지네 소유의 우주 정거장 아테나-1은 실험용 쥐가 변이하여 난동을 부린 후 파괴된다. 유일한 생존자인 케리 앳킨스는 탈출 포드를 타고 탈출하지만, 대기권 재진입 중 포드가 파괴되며 세 개의 병원균 캐니스터가 미국 전역에 흩어진다. 한 캐니스터는 에버글레이즈에서 미국 악어에게 삼켜지고, 다른 하나는 와이오밍 숲에 떨어져 늑대가 노출된다.
전직 특수부대 군인이자 동물학자인 데이비스 오코예는 밀렵꾼에게서 구한 백색 서부 로랜드 고릴라 조지와 특별한 유대감을 갖고 있으며 수화로 소통한다. 어느 날, 조지의 서식지에 캐니스터가 떨어지면서 조지는 병원균에 노출되어 급격히 거대해지고 공격적으로 변한다. 데이비스는 유전자 공학자인 케이트 콜드웰 박사로부터 병원균이 에너지네가 개발한 것이며, 질병 치료 연구를 위해 개발되었지만 생화학 무기로 사용될 계획이었다는 사실을 알게 된다. 조지는 포획되어 정부 팀에게 이송되던 중 에너지네 CEO 클레어 와이든은 거대한 전파 장치를 이용해 변이된 동물들을 시카고로 유인하려 한다. 
조지는 전파에 반응하여 비행기를 추락시키지만 데이비스, 케이트, 정부 요원 러셀은 탈출한다. 시카고로 향하는 조지와 늑대 랄프를 막기 위해 데이비스 일행은 군용 헬기를 훔쳐 추격에 나선다. 시카고에 도착하자 그곳에는 군대의 저지에도 불구하고 조지와 랄프가 도시를 파괴하고 있었고, 얼마 후에는 돌연변이 악어 리지까지 합류한다. 데이비스와 케이트는 에너지네 기지에 잠입하여 동물들을 정상으로 되돌릴 수 있는 해독제를 탈취하려 하지만 클레어에게 발각된다. 클레어는 해독제가 동물들의 공격성을 제거할 뿐 변이를 되돌릴 수는 없다고 밝히며 데이비스에게 총을 쏘지만, 데이비스는 살아남는다.
조지가 건물 꼭대기에 올라가자 클레어는 케이트를 인질로 잡고 도망치려 한다. 케이트는 몰래 해독제를 클레어의 가방에 넣고 조지에게 밀쳐버리고, 조지는 클레어와 함께 해독제를 삼키면서 이전의 온순한 성격으로 돌아온다. 한편, 러셀은 클레어의 동생 브렛으로부터 증거를 확보하고 추락하는 건물 잔해에 맞아 죽는다. 무너지는 건물에서 헬기를 타고 간신히 탈출한 데이비스와 케이트는 조지를 도와 다른 괴물들을 막기로 한다. 조지는 랄프를 속여 리지에게 접근시키고 리지는 랄프를 죽인다. 이후 리지와 싸우던 데이비스는 위기에 처하지만 조지의 도움으로 리지를 물리치고, 위협이 사라진 후 군사 공격은 중단된다. 데이비스 일행은 부상당한 시민들을 구조하며 사건은 마무리된다.

## 출연
- 드웨인 존슨 - 데이비드 오코예 역
- 제프리 딘 모건 - 러셀 요원 역
- 나오미 해리스 - 케이드 칼드웰 의사 역
- 말린 오커만 - 클레어 웨이든 역
- 조 맹거넬로 - 버크 역
- 말리 셸턴 - 케리 앳킨스 역
- P. J. 번 - 넬슨 역
- 브린느 힐 - 에이미 역
- 잭 퀘이드 - 코너 역
- 제이슨 라일스 - 조지 역
- 제이크 레이시 - 브렛 와이든 역
- 맷 제럴드 - 재밋 역
- 윌 윤 리 - 박 요원 역

## 같이 보기
- 비디오 게임을 원작으로 한 영화 목록